# Dmîtrivka, Novoaidar
Dmîtrivka (în ucraineană Дмитрівка) este o comună în raionul Novoaidar, regiunea Luhansk, Ucraina, formată numai din satul de reședință.

## Demografie
Componența lingvistică a comunei Dmîtrivka
     Ucraineană (85,06%)
     Rusă (14,21%)
Conform recensământului din 2001, majoritatea populației comunei Dmîtrivka era vorbitoare de ucraineană (85,06%), existând în minoritate și vorbitori de rusă (14,21%).